# Vladislav Bláha
Vladislav Bláha (* 1957) ist ein tschechischer Gitarrist und Musikpädagoge.

## Werdegang
Bláha studierte am Konservatorium von Brünn bei Arnošt Sádlík und setzte seine Ausbildung an der Hochschule für Musik Franz Liszt Weimar bei Roland Zimmer fort. 2004 erlangte er den Doktorgrad an der Janáček-Musikakademie in Bratislava. Daneben besuchte er Meisterklassen von Costas Cotsiolis und Abel Carlevaro und studierte in England bei Gordon Crosskey und John Duarte.
Seit 2009 ist Bláha Dozent an Janáček-Musikakademie (JAMU) in Brünn, außerdem unterrichtet er am Konservatorium der Stadt. Er ist Präsident der Tschechischen Gesellschaft für klassische Gitarre und Direktor des Internationalen Gitarrenwettbewerbes in Brünn. Er gab  Meisterklassen und trat bei internationalen Gitarrenfestivals auf. Die Komponisten  John Duarte, Nikita Koschkin, Francis Kleynjans, Milan Tesař, Antonín Tučapský, Carlos Atilano und Miloš Štědroň schrieben Werke für ihn. Er spielte mehrere CDs mit Solowerken für Gitarre, Kammermusik und Gitarrenkonzerten auf.

## Werke
- Concertos for Guitar an Orchestra by Ponce and Kohout, 1998
- Bláha plays Suites by Bach and Weiss, 1991
- Spanish Guitar, 1993
- Czech Guitar Works, 1996
- Cithara Poetica, 2000
- Americana, 2001
- Caprices et Méditations
- Guitar Works bei Miloš Štědroň, 2004
- Guitaracord, 2006